# Quinte
Pour les articles homonymes, voir Quinte (homonymie).
En musique, une quinte, ou quinte juste, est un intervalle entre deux notes séparées par cinq degrés. Elle a une étendue de trois tons et un demi-ton diatonique (soit sept demi-tons). Son renversement est la quarte. La quinte diminuée ou triton est composée de trois tons (ou six demi-tons).
Jusqu'à la fin du XIXe siècle, la quinte parfaite était le plus souvent appelée par son nom grec issu du pythagorisme : le diapente.
En acoustique musicale, la quinte pure est l'intervalle séparant deux sons dont les fréquences fondamentales sont dans le rapport de deux à trois (soit : 1,5 = 3/2) : quand la note du haut émet trois vibrations, la note du bas en émet deux. Ce rapport de fréquences apparaît tel quel dans l'accord pythagoricien dont il est l'une des bases, ainsi que dans les gammes naturelles.

## En musique tonale
La quinte juste a une consonance forte.
La quinte diminuée est un intervalle de forte dissonance.
En musique tonale, les quintes non altérées sont justes, à l'exception :  
- de la quinte ayant pour borne inférieure la sensible des modes majeur et mineurs,
- de la quinte de borne inférieure II et supérieure VI du mode mineur harmonique,
- de quintes non usitées telle la quinte de borne inférieure VI# supérieure III du mode mineur mélodique ascendant.

Il s'agit alors de quintes diminuées (ou tritons).
- et de la quinte de borne inférieure III et supérieure VII# des modes mineurs, qui elle est augmentée.

## Base de la gamme pythagoricienne
Hormis l'octave, cet intervalle de la quinte est le plus simple de tous, et depuis toujours, dans la musique occidentale, il a été considéré comme l'intervalle consonant par excellence — c'est-à-dire celui dont la combinaison des sons est la plus pure, donc le plus remarquable à l'oreille. Pour cette raison, la quinte a joué un rôle essentiel dans l'établissement des gammes musicales, l'accord pythagoricien étant même exclusivement construit sur cet intervalle particulier.
Toutefois, suivant la gamme utilisée, ce rapport de deux à trois peut être légèrement altéré, ce qui entraîne l'audition de battements lorsque les deux sons -note fondamentale et sa quinte- sont émis simultanément. Ainsi, comme on définit généralement le la à 440 Hz, sa quinte supérieure pure — mi — a une fréquence de 660 Hz, tandis que la quinte du tempérament égal usuel, 659,3 Hz. Cette quinte est de rapport 1,498 (au lieu de 1,500 pour la quinte pure), et celle du tempérament mésotonique au quart de comma, de 1,495. Pour se faire une idée concrète de ces chiffres, la quinte pure ne va émettre aucun battement : le son est pur, rectiligne ; la quinte du tempérament égal va émettre presque un battement par seconde, et la quinte du tempérament mésotonique environ deux battements par seconde — au milieu du clavier, car les battements doublent à chaque octave.

## En lutherie
Les cordes du violon, de l'alto, du violoncelle, de la mandoline et du banjo ténor sont accordées de quinte en quinte. Pour le violon, ses quatre cordes, de la plus grave à la plus aiguë, sont accordées en sol, ré, la, mi. En revanche, la contrebasse (ainsi que ses cousins la guitare basse et la guitare) est accordée à la quarte. La guitare est accordée à la quarte, sauf la cinquième corde qui est accordée à la tierce : mi, la, ré, sol, si, mi.
À noter également que, dans le domaine de la lutherie, le terme quinte désigne aussi un violon autrefois employé par l'orchestre des Vingt-Quatre Violons du Roi, et présentant une taille intermédiaire à l'alto et au violoncelle.

## Exemples
- Le générique de la série Dallas débute par une quinte juste ascendante : « Da-llas, ton univers impitoyable… ».
- La chanson "Quand trois poules vont aux champs" ou "Ah vous dirai-je maman" débute par une quinte juste ascendante.
- Santiano de Hugues Aufray débute par une quinte juste descendante : « C'est un fameux trois mats… ».
- Dans la Danse macabre de Camille Saint-Saëns, le violon solo débute par une longue série de quintes diminuées.
- Ainsi parlait Zarathoustra (Strauss) bande originale de 2001 l'odyssée de l'espace, le morceau débute par deux quintes ascendantes successives.